# 美國鑄幣局警察
美國鑄幣局警察（英語：United States Mint Police, USMP）是美國的一個聯邦執法機構，主要任務為保護美國財政部與美國鑄幣局及其資產。鑄幣局警察首設於1792年，是美國境內歷史最悠久的執法機關之一。

## 主要業務
美國鑄幣局警察負責保衛美國財政部超過1000億美金的儲備資產與其他政府部門儲存於美國鑄幣局分支機構內的資產。鑄幣局警察還同時負責鑄幣局內超過2800名雇員的人身安全。除此之外，鑄幣局警察還負責保護美國憲法原件、蓋茲堡演說原本，以及自第二次世界大戰時起至1978年止保護聖史蒂芬王冠。鑄幣局警察的業務正逐步擴大中，他們現在亦負責訓練當地的執法部門，並設有單車巡邏隊在城市內巡邏。
近幾年，鑄幣局警察亦參與了許多與其業務無關的活動，其中包括兩場美國總統就職典禮、肯塔基打吡、在鹽湖城舉辦的2002年冬季奧林匹克運動會以及國際貨幣基金組織暨世界銀行論壇等。他們也於卡崔娜颶風肆虐時期保護亞特蘭大聯邦儲備銀行的紐奧良分行，並協助其人員撤離。

## 殉職人員
自美國鑄幣局警察成立以來，共有一名警官因公殉職。
| 警官姓名                                    | 殉職日期      | 殉職原因 |
| ------------------------------------------- | ------------- | -------- |
| 泰德·馬文·辛諾特警官（Ted Marvin Shinault） | 2005年9月20日 | 機車事故 |

## 外部連結
- 官方网站